# آیدین هاسیچ
آیدین هاسیچ (انگلیسی: Ajdin Hasić؛ زادهٔ ۷ اکتبر ۲۰۰۱) بازیکن فوتبال اهل بوسنی و هرزگوین است که در حال حاضر برای باشگاه فوتبال سارایوو بازی می‌کند. 
وی همچنین در تیم‌های ملی فوتبال زیر ۱۷ سال، زیر ۱۹ سال و زیر ۲۱ سال بوسنی و هرزگوین بازی کرده‌است.

## دوران باشگاهی

### بشیکتاش
هاسیچ اولین بازی رسمی خود را برای بشیکتاش در ۱۳ سپتامبر مقابل باشگاه فوتبال ترابزون‌اسپور انجام داد. در ۳ ژانویه ۲۰۲۱، او اولین گل خود را برای این تیم در پیروزی مقابل باشگاه فوتبال قیصریه‌اسپور به ثمر رساند.

#### عمرانیه‌اسپور
در فوریه ۲۰۲۰، هاسیچ برای اولین بار به باشگاه فوتبال عمرانیه‌اسپور قرض داده شد و اولین بازی دوران حرفه‌ای خود را با پیراهن این تیم، در ۱۵ فوریه همان سال انجام داد. بعدتر اولین گل دوران بازی خود را در ۲۱ ژوئن مقابل باشگاه فوتبال فاتح قره‌گمرک به ثمر رساند.
در ژانویه ۲۰۲۲ هاسیچ برای دومین بار تا انتهای فصل، به باشگاه فوتبال عمرانیه‌اسپور قرض داده شد.

#### گوزتپه
در ۸ سپتامبر ۲۰۲۲، او به همراه هم تیمی اش امیرهان دلیباش به باشگاه دیگر ترکیه ای باشگاه ورزشی گوزتپه قرض داده شد.

#### سارایوو
در اوت ۲۰۲۳، او برای باقی‌مانده قرارداد به باشگاه فوتبال سارایوو قرض داده شد.

## دوران ملی
هاسیچ در تمام سطوح جوانان با بوسنی و هرزگوین بازی کرد. او همچنین به عنوان کاپیتان تیم‌های زیر ۱۷ و زیر ۱۹ سال این کشور خدمت کرد.
در اکتبر ۲۰۲۰، او اولین دعوت خود را برای بزرگسالان، برای یک بازی دوستانه با تیم ملی فوتبال ایران و بازی‌های لیگ ملت‌های اروپا ۲۰۲۰–۲۰۲۱ برابر هلند و ایتالیا دریافت کرد.

## زندگی شخصی
هاسیچ در ژوئن ۲۰۲۲ با دوست دختر دیرینه خود، عایشه ازدواج کرد.